# Cor Brak
Cornelis Albertus (Cor) Brak (Amsterdam, 6 januari 1910 – aldaar, 18 augustus 1993) was een Nederlands variétéartiest. Brak deed onder de naam Corty jarenlang aan wat hij zelf komische acrobatiek noemde, en verzorgde kindervoorstellingen. Als Gerrit Dekzeil scoorde hij in 1973 een hit met het nummer Ik ben Gerrit, gebaseerd op de beruchte boef, inbreker en uitbreker Gerrit de Stotteraar.

## Loopbaan
Brak liep als jongen van huis weg en sloot zich aan bij een circus. Hij ontwikkelde een act waarin hij zich vanaf enkele meters hoogte liet vallen, en stond bekend als De Vallende Man. In 1948 vroeg Frans Muriloff hem voor NIWIN-optredens voor de Nederlandse troepen in Nederlands-Indië.
Later schnabbelde hij voor Tiktak, KRO en SPAR. Met de opkomst van de televisie in de jaren vijftig en zestig kreeg hij echter steeds minder werk. Wel was hij een enkele keer te zien in een reclamespot en stond hij ingeschreven bij een figurantenbureau. Brak werkte mee aan de film De overval (1962), en de tv-series Stadhuis op stelten (1963) en Tot de dood ons scheidt 1969). Ook had hij een rol in de komische thriller Toestel in gesprek (1967).
Begin jaren zeventig werkte Brak als clown toen hij door Wim van der Linden en Wim T. Schippers werd gecast voor de televisieprogramma's De Fred Haché Show en Barend is weer bezig. Als het personage Gerrit Dekzeil of Gerrit de Boef werd Brak plotseling een nationale bekendheid. In de show viel hij op door soms luidkeels "Koppen dicht!" te roepen. Met het nummer Ik ben Gerrit (en ik steel als de raven), geschreven door Gied Jaspars en Schippers' alter ego Jacques Plafond, haalde hij in 1973 een top-10-notering in de Nederlandse Top 40. Brak ging optreden als Gerrit Dekzeil en haalde met zijn volgende single Wat is het leven zonder liefde nog een bescheiden succes. Latere singles bereikten niet de hitparade. In 1975 speelde Brak bij Beppie Nooij's Amsterdams Volkstheater in Het kind van de buurvrouw (1931) van Herman Bouber. In 1976 speelde hij een parketwachter in Hof van Holland.
Als Gerrit Dekzeil was Brak nog enkele keren te zien in Van Oekel's Discohoek. De door hem gezongen liedjes waren midden jaren tachtig regelmatig te horen in het radioprogramma Ronflonflon van Wim T. Schippers, in de rubriek De Onvergetelijke Gerrit Dekzeil.
Zijn laatste jaren leefde hij in Amsterdam-Zuidoost met zijn derde echtgenote, de zangeres Claire Russell (Claire Brak-Smit). Naar aanleiding van zijn overlijden maakte Tineke de Nooij voor het televisieprogramma Tineke's wereld een korte documentaire over zijn leven. Ze was daarvoor onder andere aanwezig bij zijn uitvaart.

## Discografie

### Singles
- 1973 - Geld, drank en lekkere wijven / Ik Wou Dat Het Weer Donker Was
- 1973 - Ik ben Gerrit / Eufonie Royal
- 1974 - Wat is het leven zonder liefde / Oh, wat ben ik toch begonnen
- 1974 - Wat moet je daar nou mee? / Wat is het hier gezellig!
- 1974 - Oh vogels[bron?]
- 1982 - De ballade van Opa / Jij bent alles voor mij (als Gerrit Dekzijl[10])

## Trivia
- Zijn echtgenote Claire Brak bracht in 1974 als Claire Russell een single uit met de titel Ik ben Klaartje, de gade van Gerrit. De tekst werd geschreven door Jan Fillekers[11] en de muziek was van Harry Bannink[12] Een verzoek om de naam Klaartje Dekzeil te mogen gebruiken werd door Wim T. Schippers afgewezen.[5]
- De naam G. Dekzeil is voor het eerst gebruikt in de tweede aflevering van De Fred Haché Show, uitgezonden op 27 januari 1972.[13] Het personage in deze aflevering is een vertegenwoordiger van D'66 en wordt gespeeld door Emile van Konijnenburg, een acteur die ook in enkele andere producties van Wim T. Schippers is te zien.